# Nicolae Stanciu
Nicolae Claudiu Stanciu (Cricău, 7 mei 1993) is een Roemeens voetballer die als aanvallende middenvelder speelt. Hij verruilde Wuhan Three Towns in september 2023 voor Damac.

## Clubcarrière
Stanciu debuteerde voor Unirea Alba Iulia op 25 mei 2008 tegen Corvinul Hunedoara. Hij was toen net vijftien jaar oud. Op 1 mei 2010 debuteerde hij in de Liga 1 tegen Steaua Boekarest. Na drie seizoenen verliet hij Unirea Alba Iulia voor FC Vaslui. Op 9 maart 2012 maakte hij bij zijn debuut tegen Petrolul Ploiești het enige doelpunt van de wedstrijd. In twee seizoenen speelde hij 47 competitiewedstrijden voor FC Vaslui. Op 27 maart 2013 maakte Steaua Boekarest bekend dat Stanciu een vijfjarig contract heeft getekend bij de club. Op 30 augustus 2016 haalde RSC Anderlecht hem weg voor een bedrag van om en bij de 10 miljoen euro, een clubrecord. Stanciu maakte op 3 november 2016 zijn eerste en tweede doelpunt in dienst van RSC Anderlecht. In een met 6–1 gewonnen wedstrijd in de Europa League thuis tegen FSV Mainz 05, maakte hij de 1–0 en de 2–1. Van medio 2018 tot maart 2019 speelde hij bij Sparta Praag. Hierna ging hij naar Al-Ahli.

## Clubstatistieken[2]
| Seizoen | Club              | Land                   | Competitie                | Competitie | Competitie | Beker | Beker | Internationaal | Internationaal | Totaal | Totaal |
| Seizoen | Club              | Land                   | Competitie                | Wed.       | Dlp.       | Wed.  | Dlp.  | Wed.           | Dlp.           | Wed.   | Dlp.   |
| ------- | ----------------- | ---------------------- | ------------------------- | ---------- | ---------- | ----- | ----- | -------------- | -------------- | ------ | ------ |
| 2007/08 | Unirea Alba Iulia | Vlag van Roemenië      | Liga I                    | 1          | 0          | 0     | 0     | —              | —              | 1      | 0      |
| 2008/09 | Unirea Alba Iulia | Vlag van Roemenië      | Liga I                    | 2          | 0          | 2     | 0     | —              | —              | 4      | 0      |
| 2009/10 | Unirea Alba Iulia | Vlag van Roemenië      | Liga I                    | 5          | 0          | 0     | 0     | —              | —              | 5      | 0      |
| 2010/11 | Unirea Alba Iulia | Vlag van Roemenië      | Liga II                   | 26         | 2          | 2     | 0     | —              | —              | 28     | 2      |
| 2011/12 | Unirea Alba Iulia | Vlag van Roemenië      | Liga II                   | 2          | 1          | 0     | 0     | —              | —              | 2      | 1      |
| 2011/12 | FC Vaslui         | Vlag van Roemenië      | Liga I                    | 16         | 1          | 3     | 0     | 0              | 0              | 19     | 1      |
| 2012/13 | FC Vaslui         | Vlag van Roemenië      | Liga I                    | 31         | 1          | 1     | 0     | 4              | 1              | 36     | 2      |
| 2013/14 | Steaua Boekarest  | Vlag van Roemenië      | Liga I                    | 29         | 5          | 2     | 0     | 12             | 1              | 43     | 6      |
| 2014/15 | Steaua Boekarest  | Vlag van Roemenië      | Liga I                    | 28         | 6          | 6     | 1     | 9              | 2              | 43     | 9      |
| 2015/16 | Steaua Boekarest  | Vlag van Roemenië      | Liga I                    | 28         | 12         | 6     | 1     | 4              | 1              | 38     | 14     |
| 2016/17 | Steaua Boekarest  | Vlag van Roemenië      | Liga I                    | 5          | 1          | 0     | 0     | 4              | 3              | 9      | 4      |
| 2016/17 | RSC Anderlecht    | Vlag van België        | Jupiler Pro League        | 24         | 4          | 2     | 0     | 12             | 4              | 38     | 8      |
| 2017/18 | RSC Anderlecht    | Vlag van België        | Jupiler Pro League        | 10         | 1          | 1     | 0     | 3              | 0              | 14     | 1      |
| 2017/18 | Sparta Praag      | Vlag van Tsjechië      | Fortuna Liga              | 14         | 6          | 0     | 0     | 0              | 0              | 14     | 6      |
| 2018/19 | Sparta Praag      | Vlag van Tsjechië      | Fortuna Liga              | 17         | 4          | 1     | 0     | 2              | 0              | 20     | 4      |
| 2018/19 | Al-Ahli           | Vlag van Saoedi-Arabië | Saudi Professional League | 10         | 2          | 0     | 0     | 0              | 0              | 10     | 2      |
| 2019/20 | Slavia Praag      | Vlag van Tsjechië      | Fortuna Liga              | 31         | 4          | 1     | 0     | 8              | 0              | 36     | 4      |
| 2020/21 | Slavia Praag      | Vlag van Tsjechië      | Fortuna Liga              | 23         | 10         | 0     | 0     | 10             | 3              | 33     | 13     |
| Totaal  | Totaal            | Totaal                 | Totaal                    | 302        | 60         | 27    | 2     | 68             | 15             | 392    | 77     |

Bron:

## Interlandcarrière
Stanciu maakte twee doelpunten in zes interlands voor Roemenië –19 en drie doelpunten in 13 interlands voor Roemenië –21. Bij zijn debuut in het Roemeens voetbalelftal op 23 maart 2016 in een oefeninterland tegen Litouwen maakte hij het enige doelpunt van de wedstrijd. In een vriendschappelijke wedstrijd ter voorbereiding op het Europees kampioenschap voetbal 2016 op 25 mei tegen Congo-Kinshasa opende Stanciu na een halfuur de score; enkele minuten voor tijd bepaalde de Congolees Jeremy Bokila de eindstand op 1–1. Stanciu werd op 7 juni 2024 door bondscoach Edward Iordănescu opgenomen in de Roemeense selectie voor het EK 2024 in Duitsland. Roemenië werd groepswinnaar van een groep met Oekraïne, België en Slowakije, waarna het in de achtste finales werd uitgeschakeld met een 0–3 nederlaag tegen Nederland. Stanciu kwam op het toernooi als aanvoerder in alle wedstrijden in actie en scoorde tegen Oekraïne.

## Erelijst
| Competitie                       |                  |                  |                  |                  |
| Competitie                       | Aantal           | Jaren            |                  |                  |
| Steaua Boekarest                 | Steaua Boekarest | Steaua Boekarest | Steaua Boekarest | Steaua Boekarest |
| -------------------------------- | ---------------- | ---------------- | ---------------- | ---------------- |
| Liga 1                           | 2×               | 2013/14, 2014/15 |                  |                  |
| Roemeense beker                  | 1×               | 2014/15          |                  |                  |
| Roemeense League Cup             | 2×               | 2014/15, 2015/16 |                  |                  |
| Roemeense Supercup               | 1×               | 2013             |                  |                  |
| RSC Anderlecht                   |                  |                  |                  |                  |
| Kampioen Eerste klasse           | 1×               | 2016/17          |                  |                  |
| Belgische Supercup               | 1×               | 2017             |                  |                  |
| Slavia Praag                     |                  |                  |                  |                  |
| Tsjechisch landskampioen         | 2×               | 2019/20, 2020/21 |                  |                  |
| Tsjechische beker                | 1×               | 2020/21          |                  |                  |
| Wuhan Three Towns                |                  |                  |                  |                  |
| China Super League               | 1×               | 2022             |                  |                  |
| CFA Super Cup                    | 1x               | 2023             |                  |                  |
| Individueel                      |                  |                  |                  |                  |
| Roemeens voetballer van het jaar | 1                | 2022             |                  |                  |

1 Pantilimon ·
2 Mățel ·
3 Raț ·
4 Moți ·
5 Hoban ·
6 Chiricheș ·
7 Chipciu ·
8 Pintilii ·
9 Alibec ·
10 Stanciu ·
11 Torje ·
12 Tătărușanu ·
13 Keșerü ·
14 Andone ·
15 Găman ·
16 Filip ·
17 Sânmărtean ·
18 Prepeliță ·
19 Stancu ·
20 Popa ·
21 Grigore ·
22 Săpunaru ·
23 Lung Jr. · 
Coach: Iordănescu
1 Niță ·
2 Rațiu ·
3 Drăgușin ·
4 Rus ·
5 Nedelcearu ·
6 M. Marin ·
7 Alibec ·
8 Cicâldău ·
9 Pușcaș ·
10 Hagi ·
11 Bancu ·
12 Moldovan ·
13 Mihăilă ·
14 Olaru ·
15 Burcă ·
16 Târnovanu ·
17 Coman ·
18 R. Marin ·
19 Drăguș ·
20 Man ·
21 Stanciu  ·
22 Mogoș ·
23 Sorescu ·
24 Racovițan ·
25 Bîrligea ·
26 Șut ·
Coach: Iordănescu